# 昆河铁路
昆河铁路自云南省昆明至中越边境的河口，原为滇越铁路北段，全长469公里，是中国连接越南的铁路干线；现仍为米轨轨距，即窄轨铁路。

## 历史

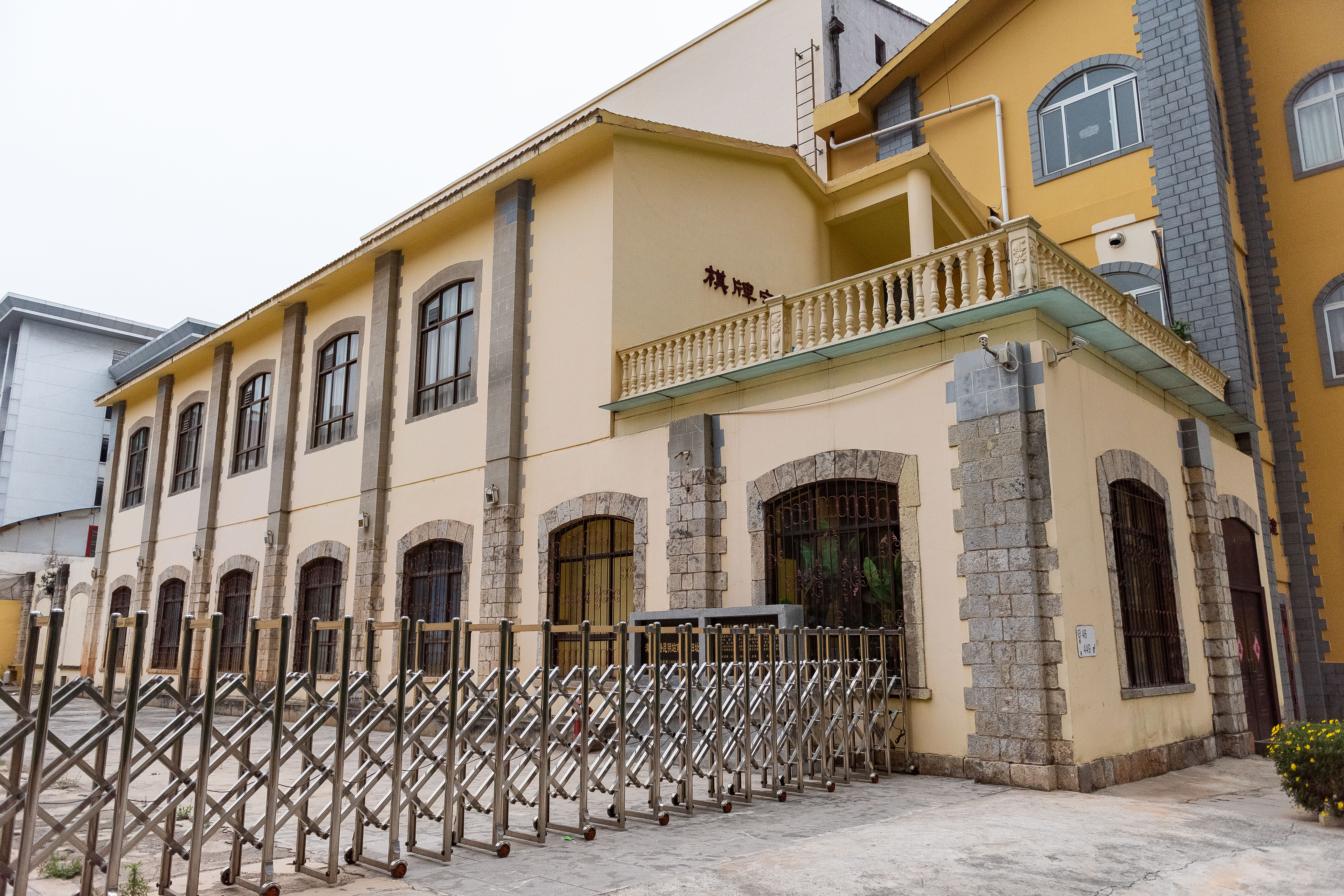
位于昆明市官渡区太和街道办事处双龙桥社区昆明铁路局工会俱乐部门口的滇越铁路昆明站南车房遗址

昆明地图（1942年），可见从云南府站出岔的滇越铁路和北侧的昆小铁路

昆河铁路旧称滇越铁路，由法国政府在清光绪二十九年（1903年）始建，1906年自河口开始向北铺轨，经过滇南5县，1908年起随铺轨进度分段办理运输营业，河口至腊哈地段首先于1908年6月15日开通，次年4月15日开通至壁虱寨，5月1日、6月1日、7月17日分别开通至阿迷州、小龙潭、盘溪，1910年1月10日开通至宜良，全线最终于宣统二年（1910年）4月1日建成:34。运营初期，由于夜间不行车，行驶该线全程的旅客列车需在阿迷州（开远）过夜:149:1000,1012。
1937年7月因日本全面发动侵华战争，中国东南沿海口岸被日军封锁，滇越铁路也成为了当时内地与海外唯一的交通运输线。1939年至1941年8月，日本先后29次，共计派出飞机625架轰炸滇越铁路云南段，日本同时胁迫法国停止滇越铁路的铁路运输，并准许日本由越南进攻中国。国民政府迫于形势，与1940年9月10日炸毁南溪河中越铁路大桥以及河口隧道
1940年9月，中华民国国民政府为防止日军沿铁路入侵，将碧色寨至河口段（177公里）拆毁:35。其中的白寨大桥建成于1908年，是一座由8个钢塔架轻型桥墩铁路桥长136米，高34米，也被拆毁。
1943年8月1日因中华民国重庆国民政府与法国维希政府断交而由中国收回自办:325；1957年底修复通车。1958年4月，由于巫家坝机场扩建与铁路西庄站发生干扰，昆河线昆明至呈贡段绕行改线，新建黑土凹、小喜村站，废弃西庄站:39。
1979年昆明南站（原法国经营时期的云南府车站，现为金碧路与盘龙江路口东南的昆明铁路局所在地）撤除，可以把昆明北站看作是昆河线的起点，但昆河线的0千米不在这里。昆明北站的中心里程位于昆河线K-4+410（实际里程属于昆小线K0处）、昆石线K0+147处。
2003年6月起因为线路安全原因而无限期停止客运（包括昆明北——河内的5933/5934次国际客运列车）至今，2005年，管辖云南省所有米轨铁路的开远铁路分局被并入撤销。2010年原开远机务段被并入昆明机务段。
2013年初大量车站被撤销：2012年12月停办巡检司站货运业务，关闭大庄、打兔寨站。该线的长途客运功能于2014年被蒙河铁路（标准轨）取代。2015年5月撤销牛街庄、阳宗海、凤鸣村、水晶坡、狗街子、滴水、徐家渡、糯租、西洱、热水塘、拉里黑、灯笼山、小龙潭、玉林山14个站。
2018年7月20日，开远站—大塔站间开行开远南北轨道交通公交列车，两站之间新建祥云路、泸江河、1909广场、七孔桥、南洞5个乘降所。昆河线河口段也计划开发百年滇越米轨观光项目。
至于货运方面，2013年8月据传要停办货运，然而实际上货运列车还在开行中，2017年12月18日，更开行首对开远——海防的国际货运班列。
2017年，因昆明地铁4号线施工问题，昆河铁路昆明北-王家营区段暂时拆除停运，待昆明地铁4号线施工完毕后将会重新铺轨并开行旅游列车。
2020年12月，昆明市区的米轨已陆续重铺，部分路段已升级为高标准路基，米轨车站也在改造中，未来昆明米轨将恢复石咀站——凤鸣村站一段线路列车运营。

## 参见

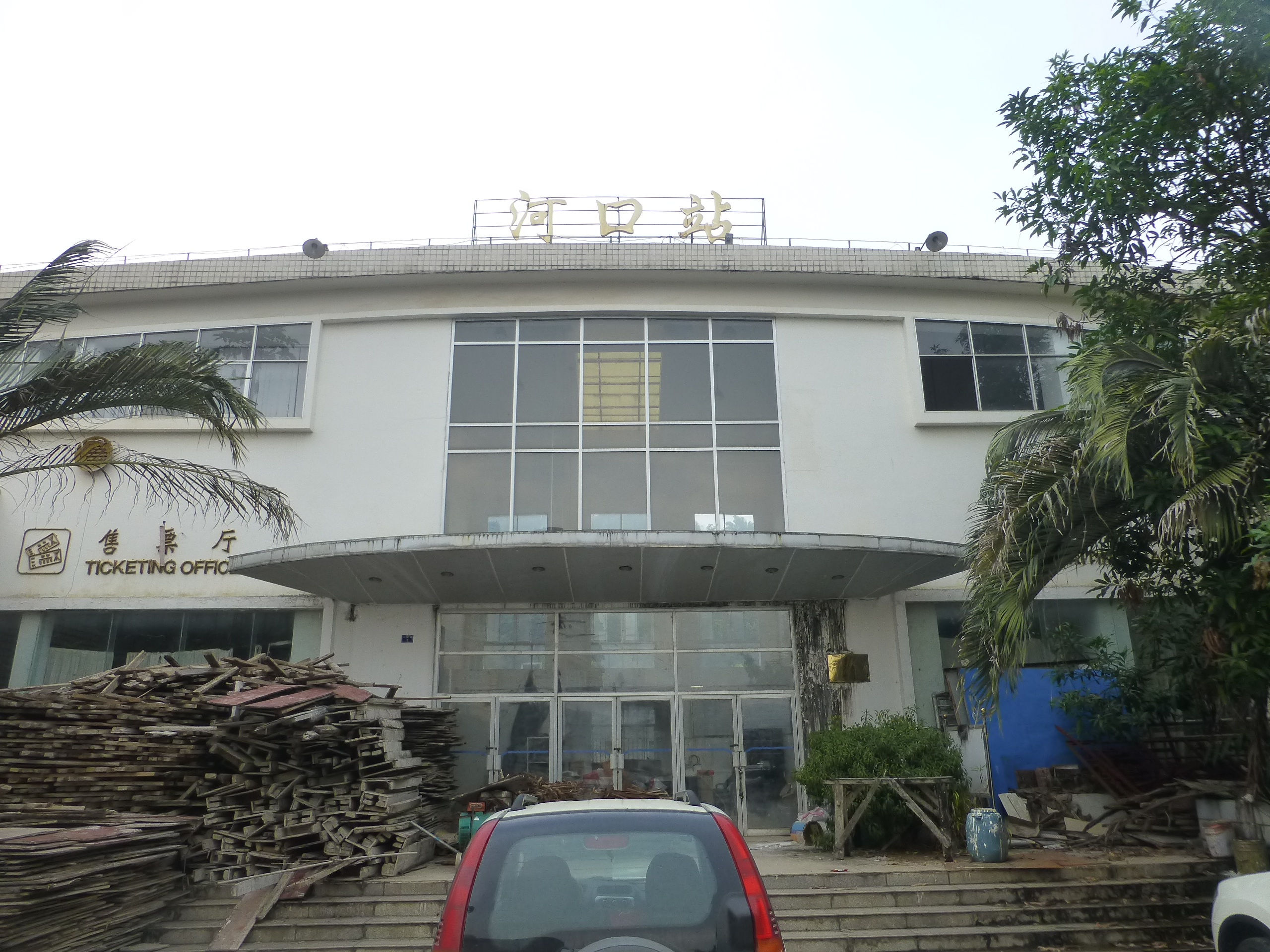
旧河口站

## 与其他线路连接

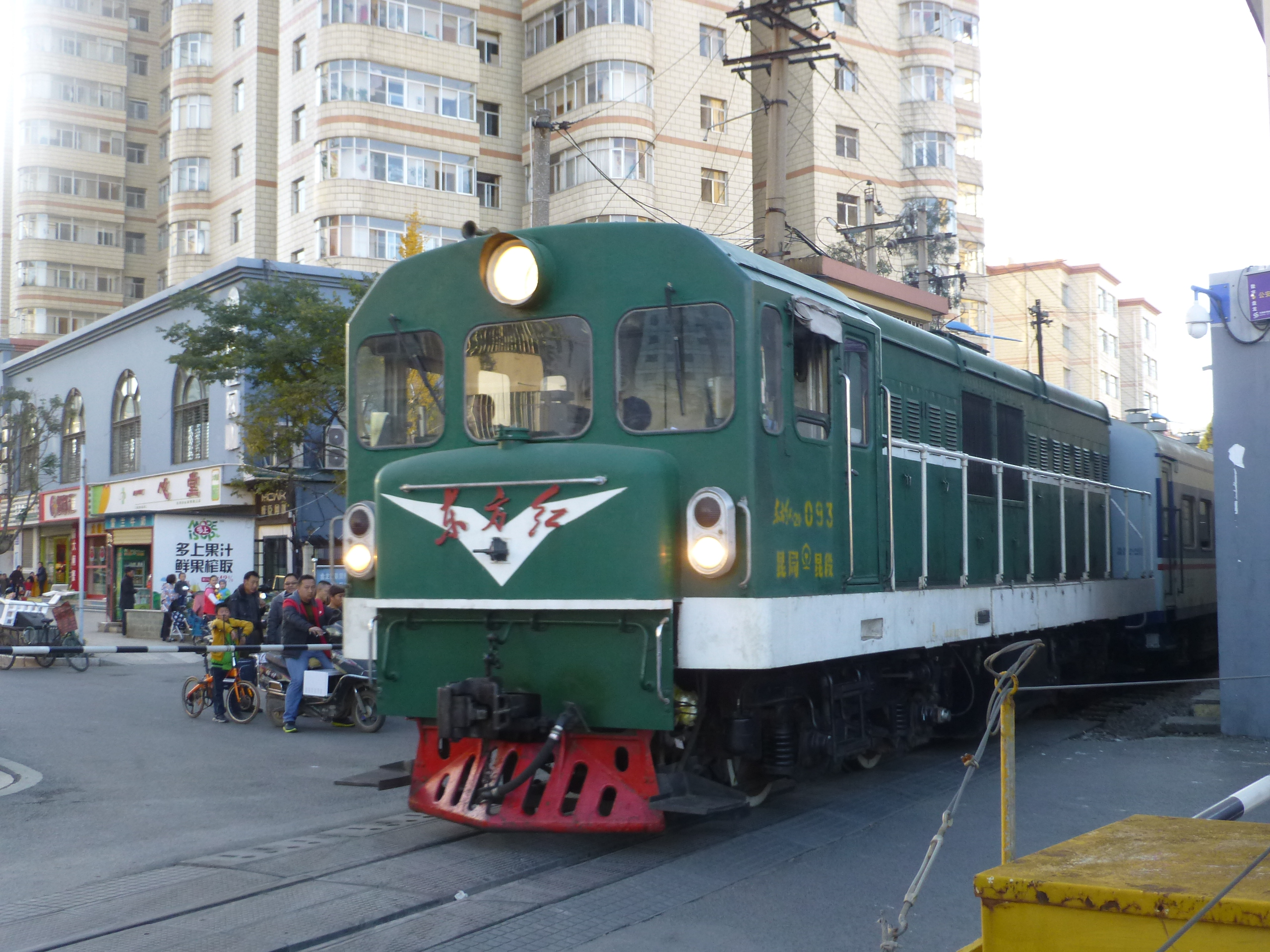
一辆从昆明北站开往王家营的客运列车(2016年)

- 昆明北站：昆石铁路
- 王家营站：南昆铁路（需换轨）
- 草坝站：草官铁路 蒙宝铁路
- 河口站：蒙河铁路联络线、越南河老铁路